# Historia Sicula
Historia Sicula (slovensko Zgodovina Sicilije) je kronika in knjižno delo, napisano v srednjeveški latinščini,  ki pripoveduje zgodbi o Sicilskem in Neapeljskem kraljestvu. Opisuje dogodke med letoma 1250 in 1293. Besedilo je uredil Bartolomej iz Neokastra. V kroniki je najbolj znan opis sicilskih večernic.

## Avtor
O avtorju Bartolomeju iz Neokastra je znanih samo nekaj podatkov. Znano je, da je bil uradnik iz Messine, ki je najprej  prakticiral pravo,  in nato prevzel birokratske naloge na aragonskem dvoru Kraljevine Sicilije. V kraljevem imenu je opravil več občutljivih diplomatskih misij.  Na tem položaju je bil neposredna priča niza dogodkov, o katerih pripoveduje, v nekaterih dogodkih pa je tudi sam sodeloval. 

## Povzetek
Kronika odraža avtorjevo željo, da bi opisal zgodovinske dogodke, pomembne za njegovo domovino. Napisana je v prozi v latinskem jeziku. Pripoved se začne s smrtjo Friderika II. Švabskega leta 1250 in konča z opisom sicilskega veleposlaništva na dvoru Jakoba II. Aragonskega v Barceloni 3. julija 1293.

## Vira
- Giuseppe Del Re, Domenico Del Re, Bruto Fabricatore, Stanislao Gatti, Michelangelo Naldi, Scipione Volpicella, Emmanuele Rocco, Nicola Corcia e Camillo Minieri-Riccio (urdniki). Cronisti e scrittori sincroni della dominazione normanna nel regno di Puglia, II voll. Napoli, Stamperia dell'Iride, 1845-1868, SBN IT\ICCU\SBL\0392310.
- Ingeborg Walter. Bartolomeo da Neocastro. V Dizionario biografico degli italiani, vol. VI, Roma, Istituto dell'Enciclopedia Italiana, 1964.